# دنيس مكوي (متزلج جبال)
دنيس مكوي (بالإنجليزية: Dennis McCoy)‏ هو متزلج جبال أمريكي، ولد في 27 مايو 1945.

## وصلات خارجية
- دنيس مكوي على موقع الاتحاد الدولي للتزلج (التزلج على المنحدرات الثلجية) (الإنجليزية)
- دنيس مكوي على موقع اللجنة الأولمبية الدولية (الإنجليزية)
- دنيس مكوي على موقع أوليمبيديا (الإنجليزية)